# Sund
Sund je obec ležící na finském souostroví Alandy. V obci žije 1032 obyvatel. Obec je švédskojazyčná, finsky mluvících je jen 3,9 % obyvatel.